# Chivay
Chivay  és una ciutat a la vall del Colca, capital de la província de Caylloma, a la regió d'Arequipa, Perú. És a uns 3.600 m sobre el nivell del mar, riu amunt del canyó del riu Colca. Té una plaça central i un mercat actiu. 10 km a l'est, i a 1.500 m sobre la ciutat de Chivay es troba la font d'obsidiana Chivay. Les fonts termals són a 3 km de la ciutat, i s'han construït unes quantes piscines d'aigua calenta. Un pont inca de pedra creua el barranc del riu Colca, just al nord de la ciutat. La ciutat és un punt d'estada pels turistes que visiten la Cruz del Condor, on els còndors es poden veure uns quants quilòmetres riu avall.

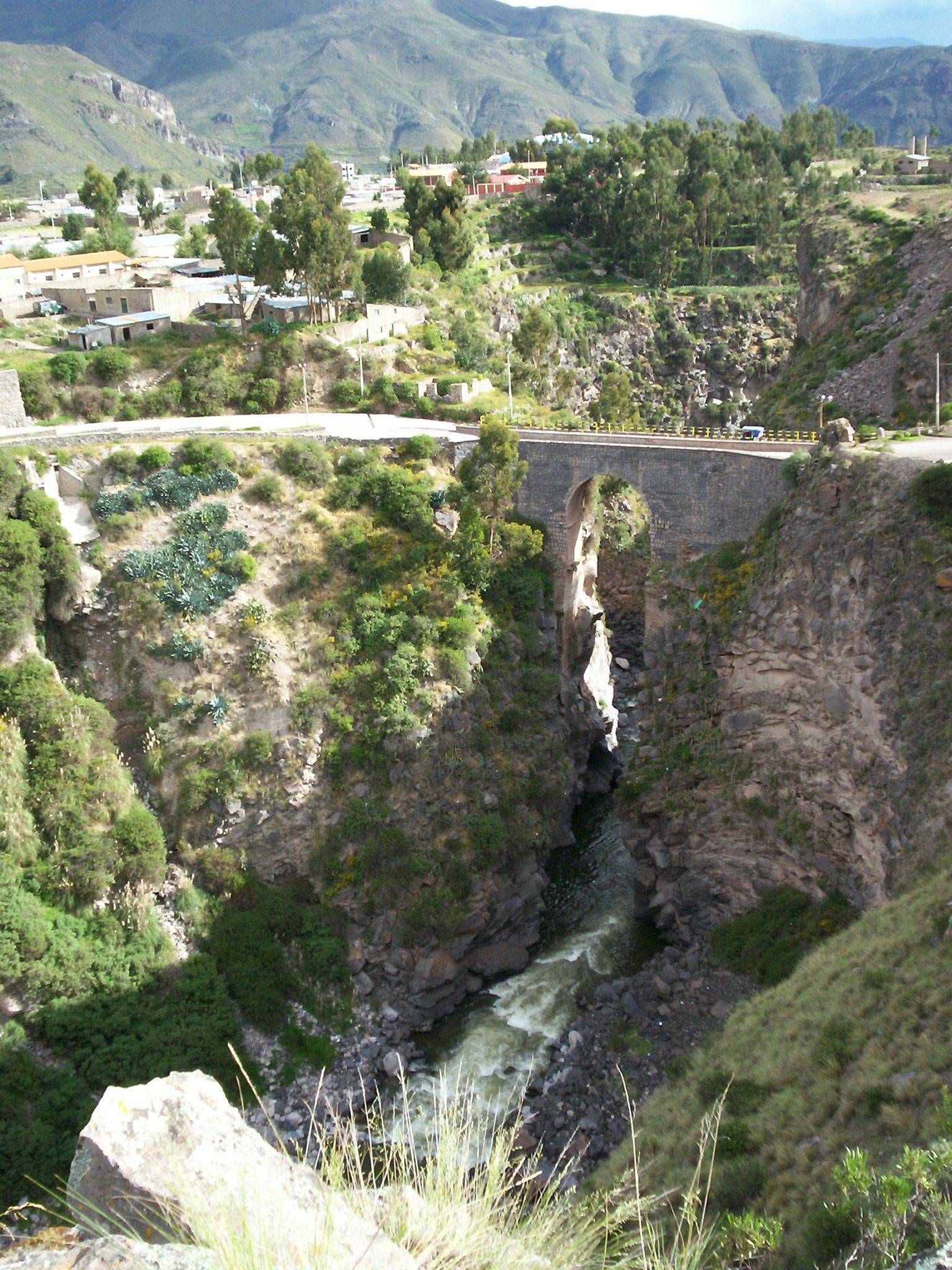
Pont inca
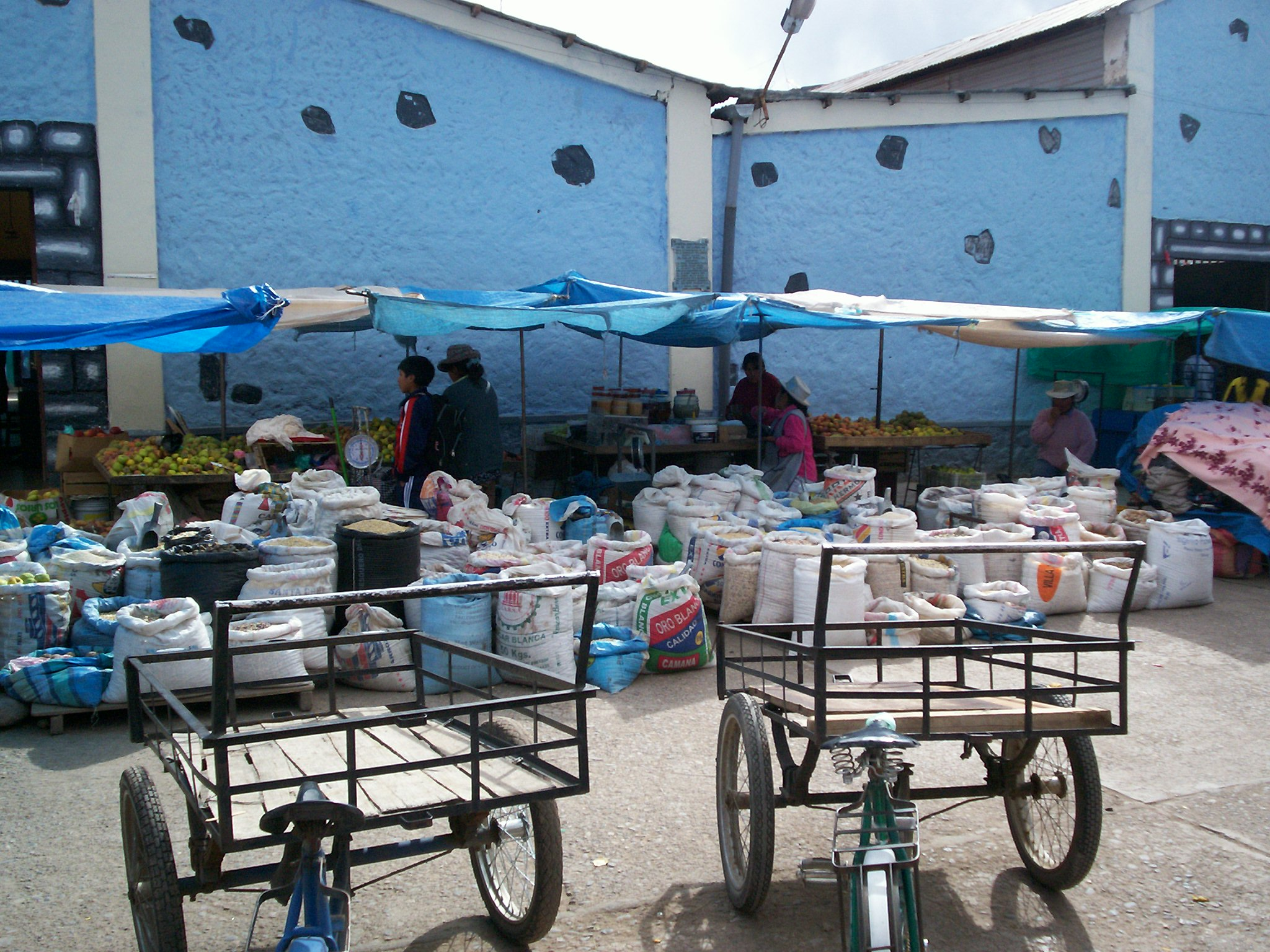
Mercat de Chivay